# Paul Lafargue
Pour l’article ayant un titre homophone, voir Paul Laffargue.
Pour les articles homonymes, voir Paul Lafargue (pilote automobile) et Lafargue.
Paul Lafargue, né le 15 janvier 1842 à Santiago de Cuba et mort le 25 novembre 1911 à Draveil (France), est un journaliste, économiste, essayiste, écrivain et homme politique socialiste français.
Époux de Laura Marx et ainsi gendre de Karl Marx, il est surtout connu pour son essai Le Droit à la paresse. Il a été militant de l'Association internationale des travailleurs, de la franc-maçonnerie, du Parti ouvrier français, du Parti socialiste de France et de la Section française de l'Internationale ouvrière.

## Biographie

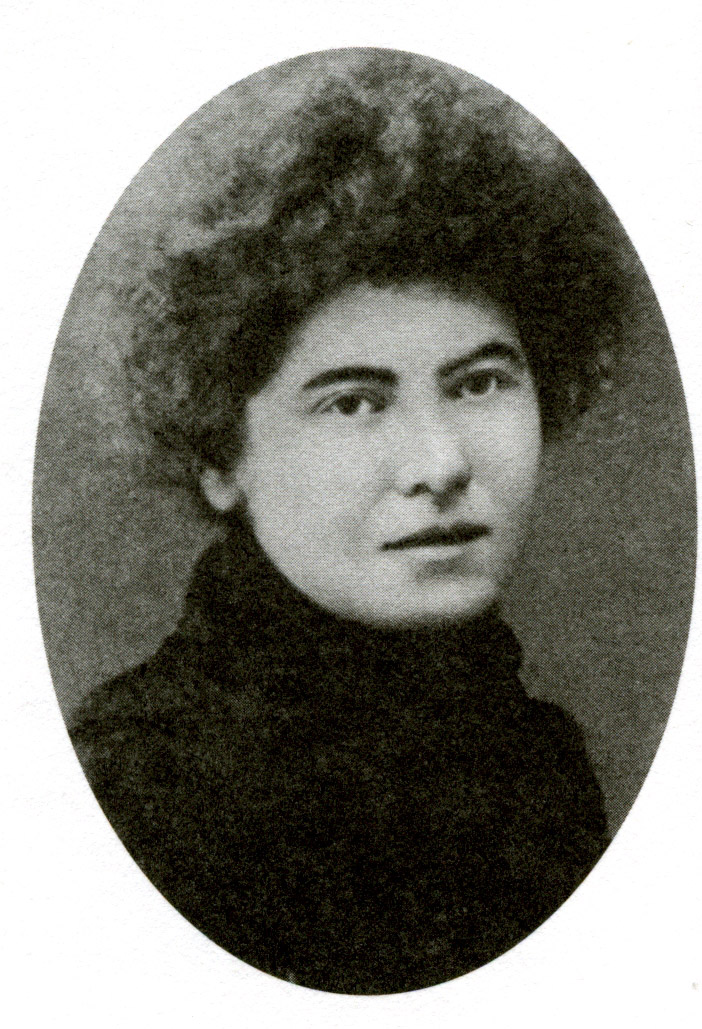
Laura Marx, épouse de Paul Lafargue.

Paul Lafargue est né d'une mère ayant des origines juive et indigène jamaïcaine et d'un père chrétien bordelais dont la propre mère était une mulâtre de Saint-Domingue,. Les Lafargue regagnent la France en 1851 ; le jeune Paul est alors âgé de neuf ans. Il suit des études secondaires à Bordeaux, dont est originaire son père François Lafargue, puis des études de médecine à la faculté de médecine de Paris, où il fait connaissance avec Proudhon. Il collabore alors au journal La Rive gauche, favorable aux idées de Proudhon.
À la suite d'une déclaration au premier congrès international des étudiants qui a lieu à Liège, en octobre 1865, et dans laquelle il émet le souhait de voir disparaître les rubans tricolores au profit de la seule couleur rouge, il est exclu à vie de l'université de Paris. En 1865, il vient présenter l'état du mouvement socialiste français au conseil général de l'Association internationale des travailleurs à Londres. Il rencontre Friedrich Engels et Karl Marx (en février 1865), dont il épouse la seconde fille, Laura, en avril 1868,. Après son exclusion de l'université en France, il retourne à Londres finir ses études. Il est élu au conseil général de l'Internationale et fréquente régulièrement les Marx.

### Première Internationale
Il rentre alors en France où il devient membre de la Première Internationale. Dès 1866, il est élu au conseil général de l'Internationale où il représente l'Espagne jusqu'au congrès de Bruxelles en 1868.
Il participe à la Commune de Paris en 1871. Il est alors envoyé à Bordeaux pour y organiser un soutien pour le mouvement parisien. En janvier 1871, alors que la section bordelaise est dissoute, il la reconstitue aussitôt, avec le bottier Vezinaud. En avril, quelque 300 personnes descendent dans les rues de Bordeaux, descellent les pavés et bombardent la caserne de la Garde nationale en criant « vive la Commune ». Paul Lafargue est rejoint à Bordeaux par son épouse, ses enfants et ses belles-sœurs. Après la semaine sanglante de mai 1871, pour éviter d'être arrêtés, ils trouvent refuge à Luchon. Le dernier né, Marc-Laurent, meurt à Luchon le 26 juillet 1871 à l'âge de cinq mois. Finalement, Lafargue doit passer secrètement en Espagne à Bossòst le 6 août. Le lendemain, le 7 août, les femmes et l'enfant survivant, Charles-Étienne, le rejoignent à Bossòst. Le soir, Jenny et Eléanor rentrent en France pour poursuivre leur cure à Luchon. Elles sont arrêtées à la frontière et ramenées sous escorte à Luchon. Leurs chambres sont fouillées, à la recherche d'explosifs et de documents compromettants, sans succès (le seul document qui aurait pu les incriminer, une lettre de Gustave Flourens, avait été mise dans un vieux livre de comptes poussiéreux par Jenny, juste avant une fouille au corps au poste frontière de Fos). Après une nuit d'interrogatoire à la gendarmerie, les deux sœurs Marx sont libérées, mais leurs passeports ne leur seront remis qu'une dizaine de jours plus tard.
Lafargue fonde, à Madrid, une section marxiste (1871) de la Ire Internationale. Il y dirige des groupes ouvriers et combat les thèses anarchistes.

### Parti ouvrier français

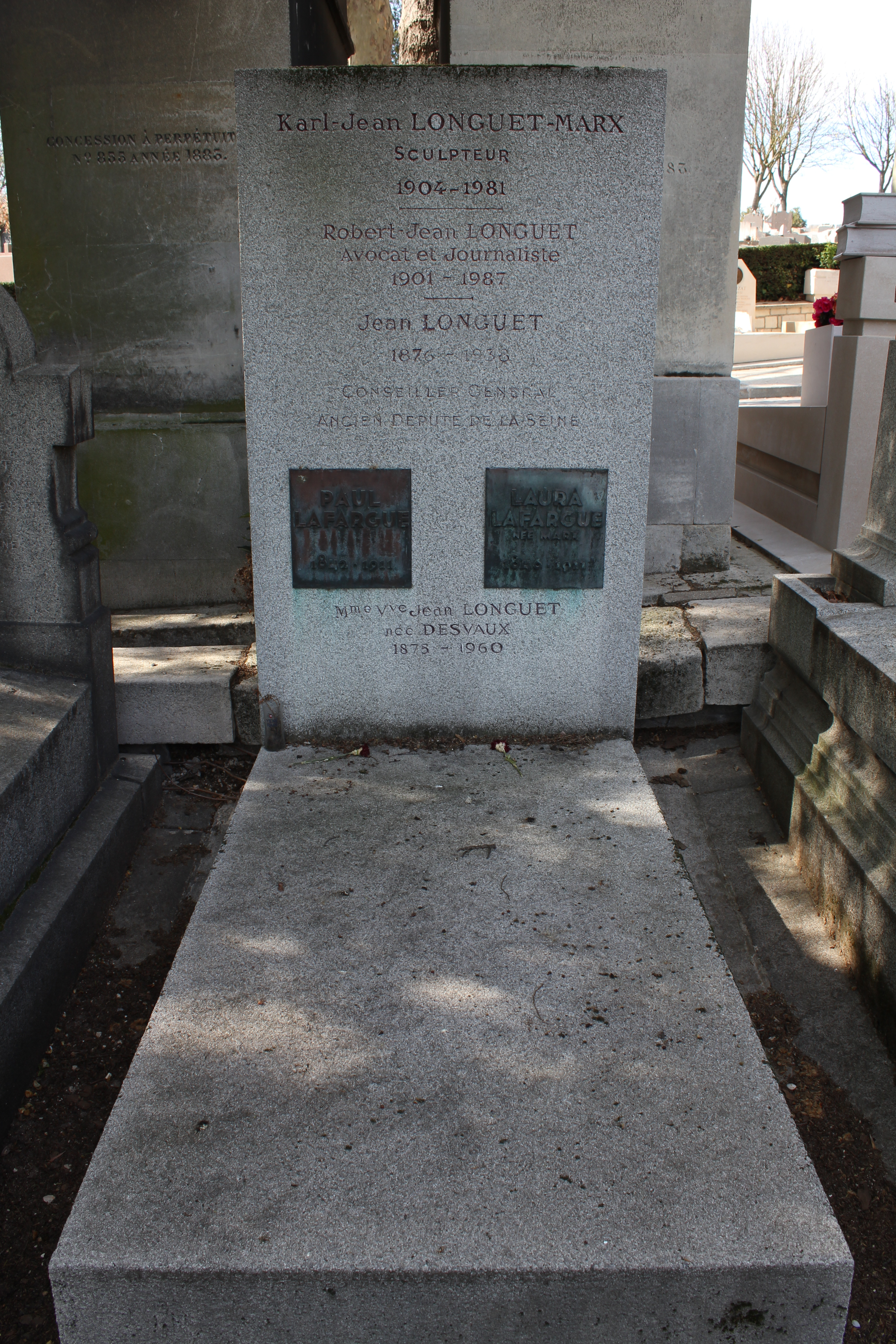
Tombe au cimetière du Père-Lachaise.

Après s'être rendu au Portugal, Lafargue revient à Londres où il rencontre Jules Guesde. Il rentre en France après l'amnistie et fonde, avec Guesde, le Parti ouvrier (1880) et son périodique, Le Socialiste (1885-1904). Dans les années 1880, il est, tout comme Jules Guesde, l'une des rares voix en France à s'élever contre le colonialisme. Il dénonce par exemple, lors de la conquête de la Tunisie, « la responsabilité du sang versé en Afrique et des infamies commises, [qui] retombe sur la tête de la bourgeoisie » (décembre 1881).
Il est incarcéré en 1883 à la prison Sainte-Pélagie pour propagande révolutionnaire, d'où il réédite son célèbre Le Droit à la paresse, initialement paru en 1880 dans le journal L'Égalité de Jules Guesde. Il devient député de Lille en novembre 1891 alors qu'il est à nouveau emprisonné à la suite d'une condamnation pour « provocations au meurtre » après la fusillade de Fourmies (1er mai 1891), qui a fait neuf morts chez les ouvriers.
Il est élu député du Nord du 25 octobre 1891 au 14 octobre 1893. Lors de l'affaire Dreyfus, il prend parti pour ce dernier.
En 1896, Laura Marx-Lafargue hérite d’une partie de la fortune de Friedrich Engels. Paul et Laura achètent alors une propriété à Draveil où ils vivent d’une « manière hédoniste », tout en poursuivant leurs anciens combats.
À partir de 1906, il rédige régulièrement des éditoriaux pour l'Humanité.
À 69 ans, en 1911, proche de la limite d'âge de 70 ans qu'il s'était fixée, il se suicide à Draveil avec son épouse, en se justifiant dans une courte lettre :

« Sain de corps et d'esprit, je me tue avant que l'impitoyable vieillesse qui m'enlève un à un les plaisirs et les joies de l'existence et qui me dépouille de mes forces physiques et intellectuelles ne paralyse mon énergie, ne brise ma volonté et ne fasse de moi une charge à moi et aux autres. »

Paul Lafargue et Laura Marx sont enterrés au cimetière du Père-Lachaise (division 76), face au mur des Fédérés. Leurs obsèques ont lieu le 3 décembre 1911 en présence d'une foule nombreuse. Plusieurs leaders socialistes y prennent la parole, notamment : Karl Kautsky, Jean Jaurès, Édouard Vaillant, Alexandra Kollontaï et Lénine qui séjourne alors à Paris.

## Hommages et postérité
En 1974, le chanteur Georges Moustaki lui rend hommage avec une chanson intitulée Le Droit à la paresse, du nom d'un essai de Paul Lafargue publié en 1880'.

## Publications

### Du vivant de l'auteur

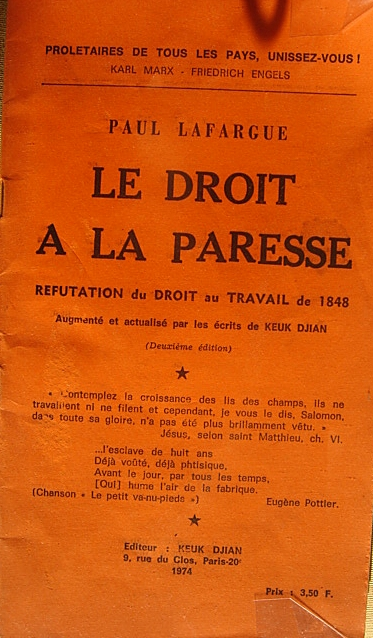
Une des nombreuses éditions militantes du texte Le Droit à la paresse.

- Le Droit à la paresse (Réfutation du « Droit au travail » de 1848), 1880,  (version numérique disponible sur wikisource) et nouvelle édition, 1883,  (sur wikisource)
- Le Parti socialiste allemand, 11 décembre 1881
- La Politique de la bourgeoisie, 18 décembre 1881
- Que veulent donc les seigneurs de l'industrie du fer ?, 18 décembre 1881
- Au nom de l'autonomie, 18 décembre 1881
- Le Sentimentalisme bourgeois, 25 décembre 1881
- M. Paul Leroy-Beaulieu, 25 décembre 1881
- L'Autonomie, 25 décembre 1881
- L'Ultimatum de Rothschild, 8 janvier 1882
- Les Luttes de classes en Flandre de 1336-1348 et de 1379-1385, 22 & 29 janvier 1882
- La Journée légale de travail réduite à huit heures, 26 février 1882
- Un moyen de groupement, 12 mars 1882
- La Base philosophique du Parti ouvrier, 1882
- Essai critique sur la Révolution française du XVIIIe siècle, 1883
- Le Matérialisme économique de Karl Marx, cours d'économie sociale, 1884
- La Légende de Victor Hugo, 1885, écrit pamphlétaire écrit quelques jours après l'enterrement de ce dernier et l'accusant de n'être qu'un bourgeois opportuniste,  sur Wikisource
- Une visite à Louise Michel, 1885
- Sapho, 1886
- Les Chansons et les cérémonies populaires du mariage, 1886
- Le Matriarcat, étude sur les origines de la famille, 1886 (ed Kodawa, 126p. 2012  (ISBN 979-10-90589-06-3))
- La Circoncision, sa signification sociale et religieuse, 1887
- La Religion du Capital, 1887,  sur Wikisource
- Le Parti ouvrier français, 1888
- Pie IX au Paradis, 1890
- Le Darwinisme sur la scène française, 1890
- Souvenirs personnels sur Karl Marx, 1890
- Appel aux électeurs de la 1re circonscription de Lille, 1891
- La boucherie du Fourmies du 1er mai 1891, 1891,
- Origine de la propriété en Grèce, 1893
- Un appétit vendu, 1893
- Campanella, étude sur sa vie et sur la Cité du Soleil, 1895
- Idéalisme et matérialisme dans la conception de l'histoire, 1895
- Le Mythe de l'Immaculée Conception, étude de mythologie comparée, 1896
- Les Origines du Romantisme, 1896
- Le Socialisme et la Science sociale, 1896
- La Fonction économique de la bourse, contribution à la théorie de la valeur, 1897
- Le Socialisme et la Conquête des pouvoirs publics, 1899
- Origine de l'idée du Bien, 1899
- Le Socialisme et les Intellectuels, 1900
- Les trusts américains : leur action économique, sociale, politique, 1903
- Souvenirs personnels sur Friedrich Engels, 1904
- La Question de la femme, 1904
- Le Mythe de Prométhée, 1904
- Le Patriotisme de la bourgeoisie, 1906
- Origine des idées abstraites, 1909
- La Croyance en Dieu, 1909
- Le Problème de la connaissance, 15 décembre 1910

### Dernières éditions sur papier
- La Religion du capital, préface de Michel Valensi, Éditions de l’éclat, 2022  (ISBN 978-2-84162-575-8)
- La Religion du capital, suivi de, Le droit à la paresse, et de Pie IX au paradis, éditions Théolib Paris 2014  (ISBN 978-2-36500-079-6)
- Le Matriarcat, Éditions Kobawa, 126 p., 2012  (ISBN 979-10-90589-06-3)
- Karl Marx. Le Capital - Résumé par Paul Lafargue, 106 p., 2011  (ISBN 979-10-90589-00-1)
- Origine et évolution de la propriété, éd Kobawa, 200 p., 2011  (ISBN 979-10-90589-01-8)
- Pie IX au Paradis, Éditions d'ores et déjà, 2010  (ISBN 978-2918527039)
- Suivi d'un texte de Wilhelm Liebknecht, Souvenirs sur Marx, Éditions du Sandre, 2008  (ISBN 978-2914958844)
- Précédé par une réfutation d'Yves Guyot, La Propriété : Origine et évolution - Thèse communiste, Éditions du Sandre, 532 p., 2007  (ISBN 978-2914958653)
- Traduction et annotation par Lafargue, Socialisme utopique et socialisme scientifique, Aden Editions, 108 p., 2005
- Le Socialisme et la conquête des pouvoirs publics, Les Bons Caractères, 48 p., 2004  (ISBN 978-2915727036)
- Le Socialisme et les intellectuels, Les Bons Caractères, 43 p., 2004  (ISBN 978-2915727043)
- Les Luttes de classe en Flandre de 1336-1348 et 1379-1385, Aden, 2003  (ISBN 978-2960027341)
- Le Déterminisme économique de Karl Marx. Recherche sur l'origine et l'évolution des idées de justice, du bien, de l'âme et de Dieu, L'Harmattan, 264 p., 1997  (ISBN 978-2738458704)
- « Idéalisme et matérialisme dans la conception de l'histoire » in Le Grand Débat : Jaurès, Lafargue, Guesde, Le Temps des Cerises, 168 p., 1994
- Le Droit à la paresse, Paris, Éditions Allia, 1999, 80 p. (ISBN 978-2-84485-406-3)
- De la paresse, Paris, Éditions Allia, 2012, 74 p. (ISBN 978-2-84485-590-9)

### Recueils ou textes choisis
- Gilles Candar et Jean-Numa Ducange, Paresse et Révolution - écrits 1880-1911, Tallandier, coll. dirigée par Jean-Claude Zylberstein, 431 p., novembre 2009
- Jacques Girault, Paul Lafargue - Textes choisis, collection les classiques du peuple, Éditions Sociales, 1970
- Jean Fréville, Paul Lafargue. Critiques littéraires, 1936

### Archives
- Inventaire du fonds d'archives de Paul Lafargue conservé à La Contemporaine.

### Théâtre
- Le Droit à la paresse (1999), pièce de théâtre de Roger Gouze, mise en scène par Christian Le Guillochet, avec Annie Bertin, Jean Bertho, Mario Pecqueur, Jacques Philipson L'action se situe peu avant la décision des époux Lafargue de mettre fin à leurs jours.